# Medaille „Für die Einnahme Budapests“

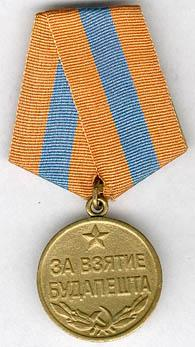
Avers der Medaille

Die Medaille „Für die Einnahme Budapests“ (russisch Медаль „За взятие Будапешта“) war eine sowjetische Auszeichnung während des Zweiten Weltkrieges im Zuge der Schlacht um Budapest, die zur Eroberung der Stadt Budapest durch die Rote Armee führte. Ihre Stiftung erfolgte durch Josef Stalin im Jahr 1945. Die Verleihung erfolgte an all jene Angehörigen der Roten Armee, die zwischen dem 20. Dezember 1944 und dem 15. Februar 1945 an der Befreiung Budapests ehrenvoll beteiligt waren.
Mit Stand 1995 war die Medaille an ungefähr 362.000 Personen verliehen worden.

## Aussehen und Trageweise
Die bronzefarbene Medaille zeigt auf ihrem Avers zwei unten gekreuzte, nach oben hin gebogene, viertelkreisförmige und offene Lorbeerzweige, die an ihrem unteren Kreuzpunkt durch Hammer und Sichel verbunden sind. Mittig ist die Inschrift За взятие Будапешта (Für die Einnahme Budapests) zu lesen, über der ein Sowjetstern zu sehen ist. Das Revers zeigt die dreizeilige Inschrift: 9 / Февраля / 1945, (9. Februar 1945), das Datum der Einnahme Budapests. Darüber ist ebenfalls ein Sowjetstern dargestellt. Getragen wurde die Medaille an der linken oberen Brustseite des Beliehenen an einer langgestreckten pentagonalen stoffbezogenen Spange, deren Grundfarbe gelb ist. In dieses Band ist senkrecht ein stahlblauer Mittelstreifen eingewebt. Die dazugehörige Interimsspange ist von gleicher Beschaffenheit.